# 松澤裕
松澤 裕（まつざわ ゆたか、1964年〈昭和39年〉4月2日 - ）は、日本の厚生・環境技官。

## 来歴
千葉県出身。1989年（平成元年）3月、東京大学大学院工学系研究科修士課程を修了。同年4月、厚生省に入省し、生活衛生局水道環境部環境整備課に配属。交通公害対策室に在籍したときは、ディーゼル自動車への窒素酸化物規制に携わり、使用過程車への規制措置のため自動車メーカー、物流事業者、燃料会社との交渉にあたった。
その後、環境省大臣官房廃棄物・リサイクル対策部企画課課長補佐、同課廃棄物・リサイクル制度企画室長、地球環境局総務課研究調査室長、内閣官房内閣参事官（内閣総務官室）、地球環境局地球温暖化対策課長、環境省大臣官房審議官、環境再生・資源循環局次長、内閣官房内閣審議官、同気候変動対策推進室次長などを歴任。
2021年（令和3年）7月1日、水・大気環境局長に就任。
2022年（令和4年）7月1日、地球環境局長に就任。在任中、経済産業省と共同でGX推進法やGX脱炭素電源法の成立に携わった。
2023年（令和5年）7月1日、地球環境審議官に就任。2025年（令和7年）7月1日、辞職。